# Mönchengladbach West
Mönchengladbach West ist einer von vier Stadtbezirken der kreisfreien Großstadt Mönchengladbach im Westen des deutschen Bundeslandes Nordrhein-Westfalen. Innerhalb Mönchengladbachs wird die erst seit dem 22. Oktober 2009 bestehende Verwaltungseinheit meist kurz als Stadtbezirk West bezeichnet. Im Stadtbezirk West wurden im Jahr 2009 die bisherigen Stadtbezirke Rheindahlen und Wickrath zusammengefasst. Diese Verwaltungsreform wurde am 27. Februar 2008 vom Mönchengladbacher Stadtrat mit der knappen Mehrheit von nur einer Stimme beschlossen. Der Sitz der Bezirksverwaltung befindet sich im Verwaltungsgebäude an der Plektrudisstraße in Rheindahlen.

## Gliederung des Stadtbezirks
Der Mönchengladbacher Stadtbezirk West gliedert sich in neun amtliche Stadtteile, von denen sich einige aus wiederum mehreren kleinen Ortsteilen zusammensetzen:
| alte Stadtbezirke bis 22. Oktober 2009 | Stadtteile | Stadtteile        | Stadtteile  | Stadtteile   | Ortsteile, Ortslagen, Dörfer, Weiler, „Honnschaften“ usw. |
| -------------------------------------- | ---------- | ----------------- | ----------- | ------------ | --- |
| alte Stadtbezirke bis 22. Oktober 2009 | Nr.        | Name              | Einwohner a | Fläche/km² b | Ortsteile, Ortslagen, Dörfer, Weiler, „Honnschaften“ usw. |
| Wickrath                               | 4 01       | Wickrath-Mitte    | 10.322      | 6,414        | |
| Wickrath                               | 4 02       | Wickrath-West     | 3.401       | 9,718        | Beckrath, Buchholz, Herrath, Wickrathhahn |
| Wickrath                               | 4 03       | Wickrathberg      | 2.232       | 3,523        | |
| Wickrath                               | 4 04       | Wanlo             | 1.107       | 7,191        | |
| Rheindahlen                            | 4 05       | Hehn              | 1.684       | 2,636        | |
| Rheindahlen                            | 4 06       | Holt              | 7.802       | 3,188        | |
| Rheindahlen                            | 4 07       | Hauptquartier     | 580         | 4,310        | |
| Rheindahlen                            | 4 08       | Rheindahlen-Land  | 9.298       | 26,403       | Bau, Baum, Broich, Dorthausen, Eickelnberg, Gatzweiler, Genhausen, Genhodder, Genholland, Genhülsen, Gerkerath, Gerkerathmühle, Gerkerathwinkel, Griesbarth, Grotherath, Günhoven, Herdt, Hilderath, Knoor, Koch, Kothausen, Mennrath, Mennrathheide, Mennrathschmidt, Merreter, Peel, Saas, Schriefers, Schriefersmühle, Sittard, Sittardheide, Viehstraße, Voosen, Wolfsittard, Woof, Wyenhütte |
| Rheindahlen                            | 4 09       | Rheindahlen-Mitte | 7.719       | 3,237        | |

## Bezirksvertretung
Bei der Kommunalwahl 2009 wählte die sich an der Wahl beteiligende Bevölkerung des Stadtbezirks zu 39,6 Prozent CDU, zu 27,7 Prozent SPD, zu 9,9 Prozent Grüne, zu 10,5 Prozent FDP, zu 6,9 Prozent FWG, zu 2,8 Prozent Die Linke. Die restlichen 2,6 Prozent der Stimmen entfielen auf die übrigen Parteien. Der Bezirksvertretung gehören 18 Mitglieder an.
Bei der Kommunalwahl 2014 betrug die Wahlbeteiligung bei der Wahl der Bezirksvertretung 46,7 %. Die Stimmen entfielen zu 47,1 Prozent auf die CDU, zu 29,8 Prozent auf die SPD, zu 8,7 Prozent auf die Grünen, zu 4,3 Prozent auf die FDP, zu 3,3 Prozent FWG und zu 4,0 Prozent auf Die Linke. Die restlichen 2,8 Prozent der Stimmen entfielen auf die übrigen Parteien. Der Bezirksvertretung gehören 19 Mitglieder an.

## Landtagswahl
Bei der vorgezogenen Landtagswahl am 13. Mai 2012 wählten die stimmberechtigten Einwohner des Stadtbezirks bei den Zweitstimmen wie folgt: c

## Einteilung der Postleitzahlen
Die Postleitzahlen 41069, 41179 und 41189 sind im Mönchengladbacher Stadtbezirk West gültig.

Einteilung der Postleitzahlbezirke